# Aspilota vernalis
Aspilota vernalis är en stekelart som beskrevs av Stelfox och Graham 1951. Aspilota vernalis ingår i släktet Aspilota och familjen bracksteklar. Inga underarter finns listade.